# اس‌ام‌اس وی۱۰۷
اس‌ام‌اس وی۱۰۷ (به انگلیسی: SMS V107) یک کشتی بود که طول آن ۶۲ متر (۲۰۳٫۴ فوت) بود. این کشتی در سال ۱۹۱۴ ساخته شد.